# 高松茶臼山古墳
高松茶臼山古墳（たかまつちゃうすやまこふん）は、香川県高松市前田西町・新田町・東山崎町にある古墳。形状は前方後円墳。香川県指定史跡に指定されている（指定名称は「高松市茶臼山古墳」）。

## 概要
香川県中部、高松平野東部の、久米山から東に延びる東茶臼山丘陵上に築造された古墳である。1969年（昭和44年）に発掘調査が実施されている。
墳形は前方後円形で、前方部を北東方向に向ける。墳丘は地山整形の上に盛土で構築されており、墳丘長は75メートル（または66メートル）を測る。墳丘外表では葺石のほか、受口状口縁の円筒埴輪・壺形埴輪が認められる（前方部頂部に数個体のみを配置か）。埋葬施設は後円部墳頂における竪穴式石室2基で、いずれも石室主軸を東西方向とする。発掘調査では、両石室から鍬形石を始めとする副葬品が出土している。
築造時期は、古墳時代前期の4世紀末頃と推定される。また前方後円墳・長大な竪穴式石室・割竹形木棺の使用（推定）・鍬形石の出土の点で畿内的様相の強い古墳であり、高松平野西部における在地色の強い積石塚古墳群である石清尾山古墳群との間で、高松平野における政治的状況および畿内ヤマト王権との関係性を考察するうえで重要視される古墳になる。特に、円筒埴輪は東四国地域では導入期にあたる古式の様相であり、将軍山古墳（大阪府茨木市）との結びつきの可能性が指摘される。
古墳域は1970年（昭和45年）に香川県指定史跡に指定されている。

## 遺跡歴
- 1969年（昭和44年）、発掘調査（香川県教育委員会・高松市教育委員会・香川県文化財保護協会、1970年に概要報告）[2]。
- 1970年（昭和45年）8月8日、「高松市茶臼山古墳」として香川県指定史跡に指定[3]。

## 墳丘
墳丘の規模は次の通り。
- 墳丘長：75メートル（または66メートル[4]）
- 後円部
  - 直径：35メートル
  - 高さ：2.4メートル
- 前方部
  - 幅：26メートル
  - 高さ：1.8メートル

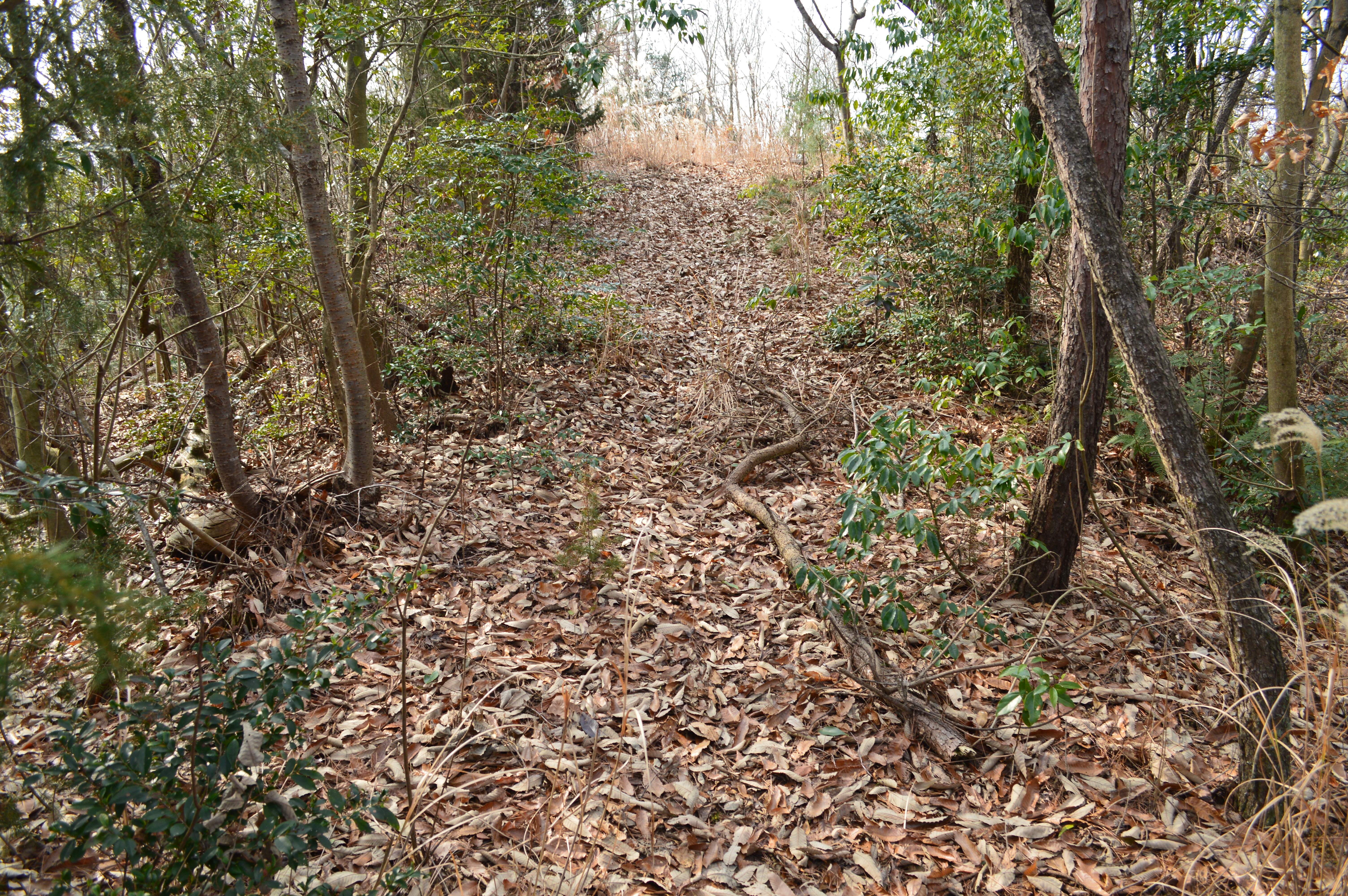
前方部から後円部を望む
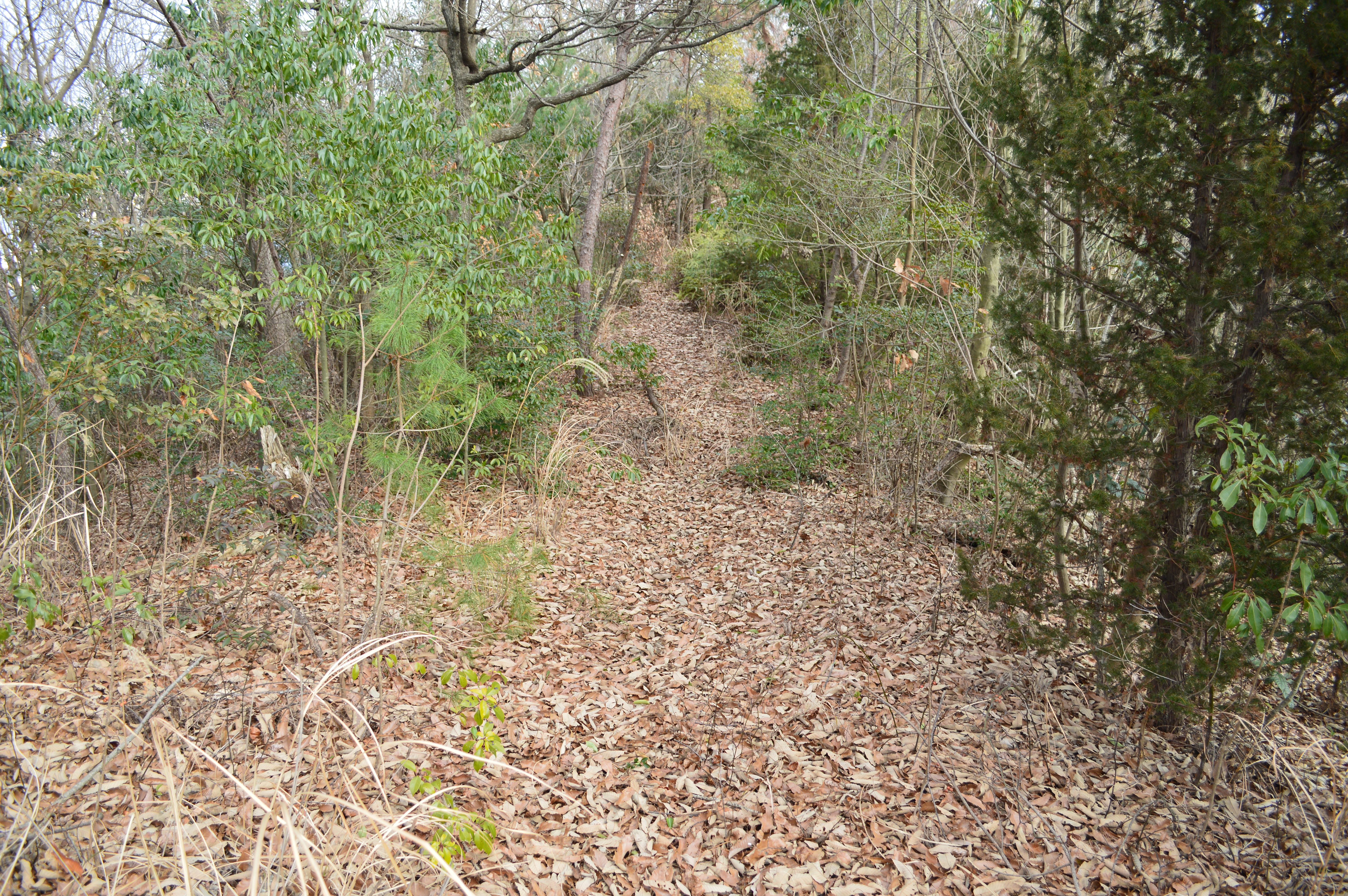
後円部から前方部を望む

## 埋葬施設

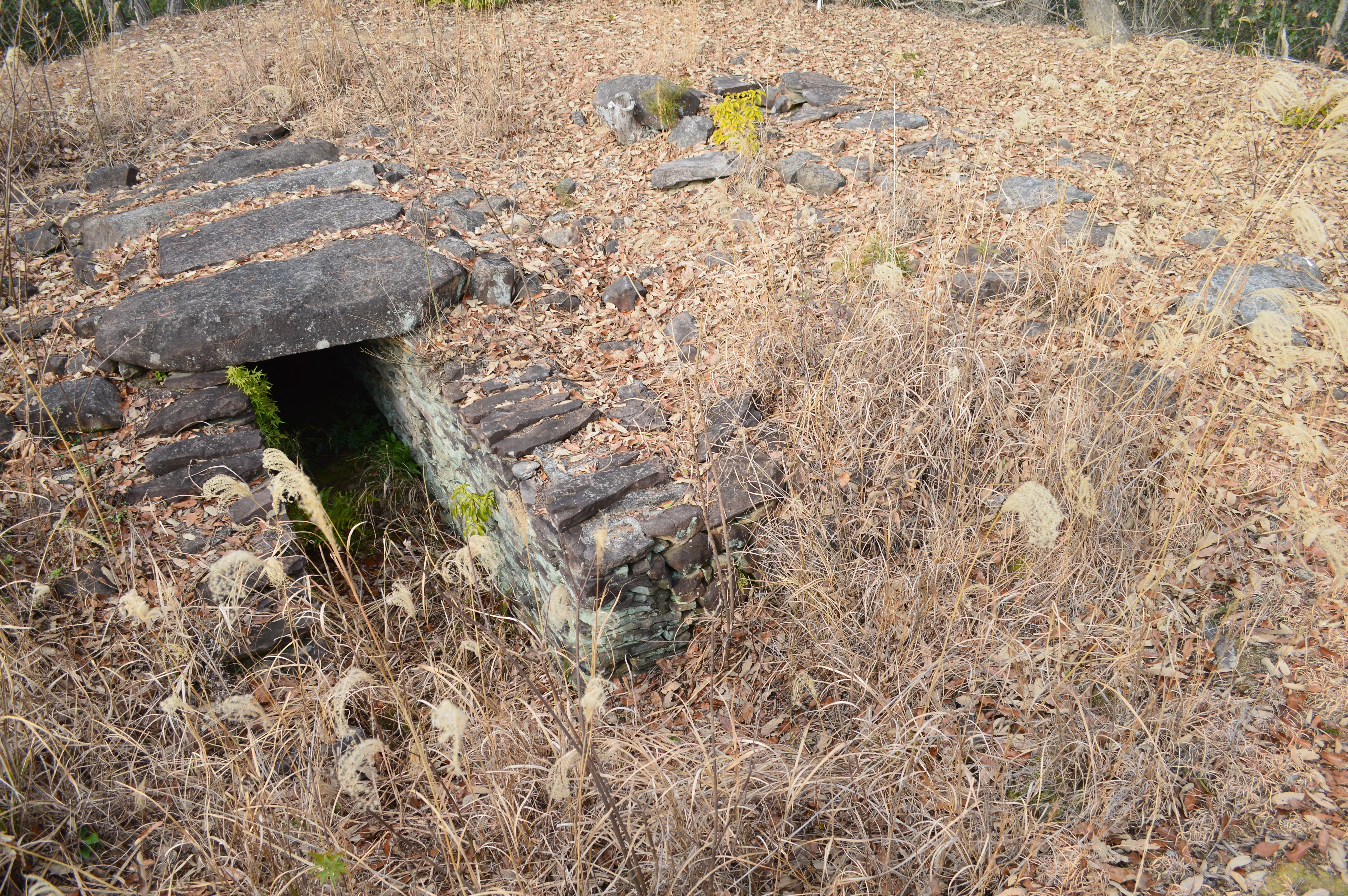
後円部墳頂左に1号石室、右奥に2号石室。

埋葬施設としては、後円部墳頂において2基の竪穴式石室が構築されている。いずれも石室主軸を東西方向とする。それぞれの詳細は次の通り。
- 1号石室（第1主体部：南石室）
後円部墳頂南側、墳丘を掘り込んだ墓壙に川原石・粘土を敷いたのち、石室が構築される[2]。墓壙は東西（長軸）10.7メートル・南北（短軸）6.2メートルを、石室は長さ5.4メートル・最大幅1.1メートル・高さ1.35メートルを測る[1]。石室の石材は安山岩の板石で、小口積みされる[2]。天井石の上面は粘土で被覆される。発掘調査では、石室内から人骨2体のほか鍬形石などの副葬品が出土している。
- 2号石室（第2主体部：北石室）
石室は長さ5.9メートル・最大幅0.8メートル・高さ0.75メートルを測る[1]。石室の石材は安山岩[2]（または花崗岩[2]）の小礫である。天井石の上面は粘土で被覆される。発掘調査では石室内から副葬品が出土している。

多くの点で畿内色の強い高松茶臼山古墳であるが、石室主軸を東西方向とする点では在地色を示す。そのほか、前方部で組合式箱形石棺2基、前方部端部裾で組合式箱形石棺2基・土壙墓2基が認められている。

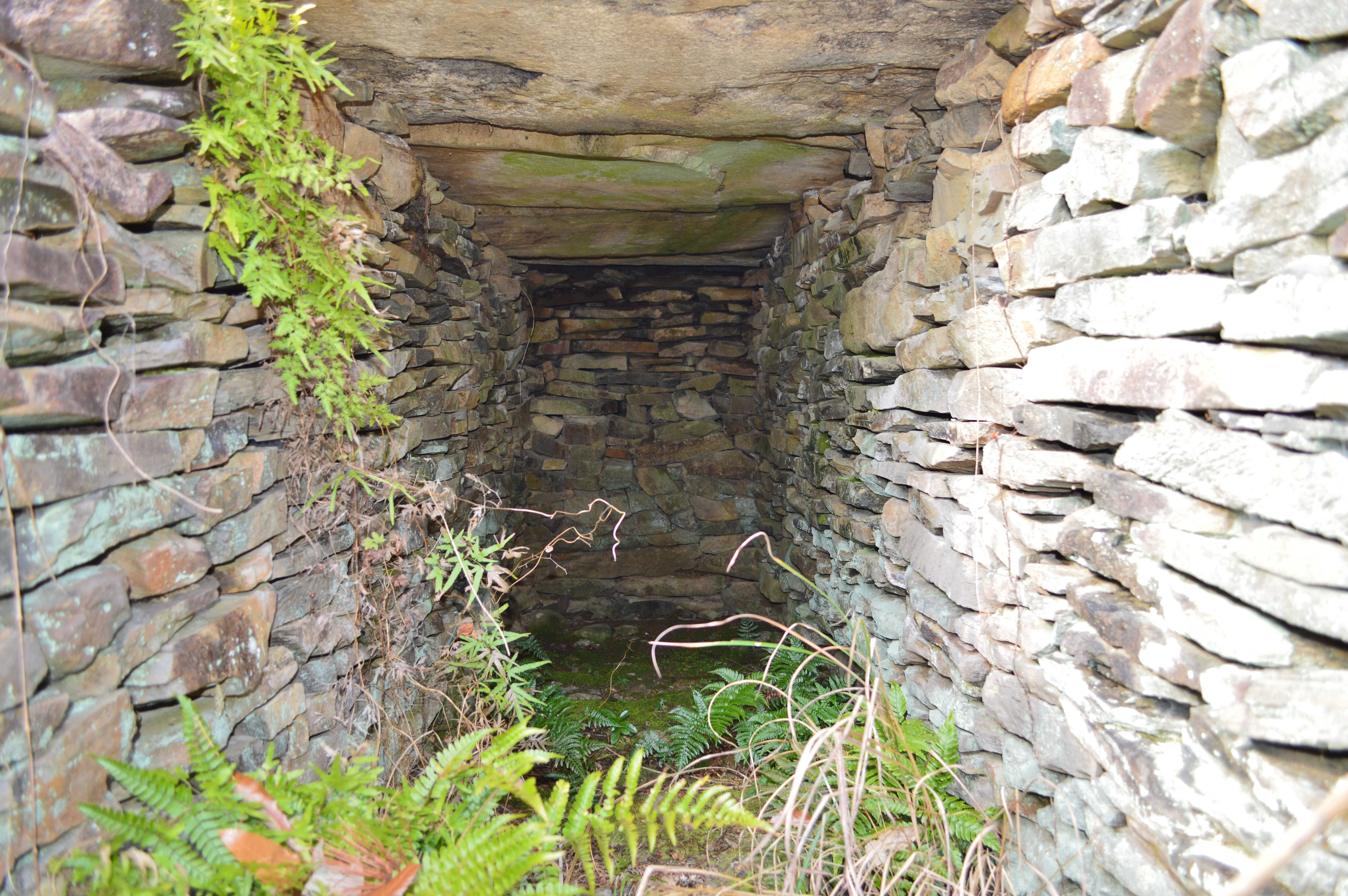
1号石室内部
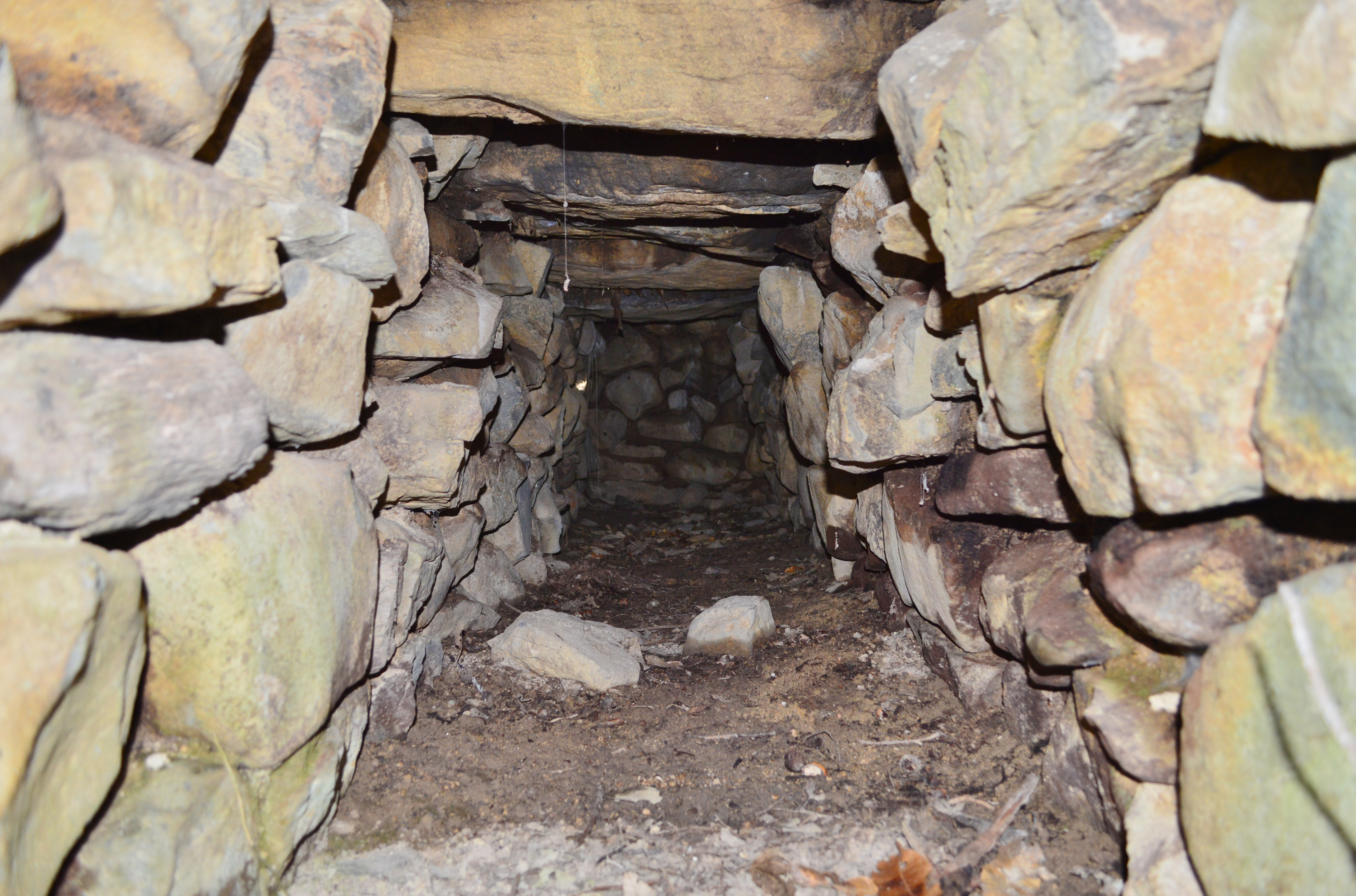
2号石室内部

## 出土品
発掘調査で石室内から出土した副葬品は次の通り。
- 1号石室
  - 画文帯同行式神獣鏡 1 - 舶載鏡（中国製鏡）。
  - 碧玉製鍬形石 2 - 人骨2体の間。朱が塗布される。
  - 管玉
  - 勾玉
  - ガラス製小玉
  - 大刀 1
  - 鉄剣 5
  - 鉄鏃 1
  - 土師器壺 2
- 2号石室
  - 鉄鏃 2
  - 鏃形大型鉄器 2
  - 鉄剣 1
  - 鉄斧 1
  - 鉇 1
  - 小玉 2

鍬形石の出土は、香川県内では唯一の例になる。
なお、前方部の埋葬施設からは副葬品は出土していない。

## 文化財

### 香川県指定文化財
- 史跡
  - 高松市茶臼山古墳 - 1970年（昭和45年）8月8日指定[3]。

## 関連施設
- 高松市歴史資料館（高松市昭和町） - 高松茶臼山古墳の墳丘模型を展示。

## 関連文献
（記事執筆に使用していない関連文献）
- 『高松市茶臼山古墳緊急発掘調査概報』香川県教育委員会、1970年。
- 香川県埋蔵文化財センター 編『高松市茶臼山古墳』香川県教育委員会、2014年。
- 清家章・坂本稔・瀧上舞「香川県高松市高松茶臼山古墳出土古墳前期人骨の年代学的調査」『国立歴史民俗博物館研究報告』第219巻、国立歴史民俗博物館、2020年3月、211-219頁。 - リンクは国立歴史民俗博物館リポジトリ。
- 篠田謙一・神澤秀明・安達登・角田恒雄「香川県高松市高松茶臼山古墳出土古墳前期人骨のDNA分析」『国立歴史民俗博物館研究報告』第219巻、国立歴史民俗博物館、2020年3月、221-227,229。 - リンクは国立歴史民俗博物館リポジトリ。
- 清家章・坂本稔・瀧上舞「香川県高松市高松茶臼山古墳第I主体部E地区出土古墳人骨の年代学的調査」『国立歴史民俗博物館研究報告』第228巻、国立歴史民俗博物館、2021年3月、361-367頁。 - リンクは国立歴史民俗博物館リポジトリ。
- 神澤秀明・角田恒雄・安達登・篠田謙一「香川県高松市高松茶臼山古墳出土古墳前期人骨の核DNA分析」『国立歴史民俗博物館研究報告』第228巻、国立歴史民俗博物館、2021年3月、369-373頁。 - リンクは国立歴史民俗博物館リポジトリ。
- 清家章・篠田謙一・神澤秀明・角田恒雄・安達登「古墳時代前期首長墳被葬者の親族関係 -高松茶臼山古墳を中心に-」『国立歴史民俗博物館研究報告』第229巻、国立歴史民俗博物館、2021年10月、113-126頁。 - リンクは国立歴史民俗博物館リポジトリ。